# Ами Манделман
Амикам „Ами” Манделман (хебр. עמי מנדלמן‎, романизовано Ami Mandelman; Хаифа, 24. август 1950) израелски је певач, глумац, синхронизатор и режисер који је популарност стекао као члан најпопуларније израелске поп-групе свих времена Hakol Over Habibi. 
Заједно са групом Нakol Over Habibi представљао је Израел на Евросонгу у Даблину 1981, а њихова песма Halayla (у преводу Вечерас) заузела је укупно 7. место са 65 освојених поена. Група је током више од три деценије постојања објавила 11 студијских албума.